# Mikalaŭ Astapkovitj
Mikalaŭ Ivanavitj Astapkovitj (belarusiska: Мікалай Іванавіч Астапковіч, ryska: Николай Иванович Астапкович: Nikolaj Ivanovitj Astapkovitj), född den 25 januari 1954 i Zjodino i Vitryska SSR i Sovjetunionen, (nu Zjodzina i Belarus), död 2000, var en belarusisk och sovjetisk kanotist.
Han tog bland annat VM-guld i K-4 10000 meter i samband med sprintvärldsmästerskapen i kanotsport 1983 i Tammerfors.